# النهاريين (أولاد سليم)
النهاريين هو دُوَّار يقع بجماعة سيدي موسى لمهاية، عمالة وجدة أنكاد، جهة الشرق في المملكة المغربية. ينتمي الدوّار لمشيخة أولاد سليم التي تضم 4 دواوير. يقدر عدد سكانه بـ 356 نسمة حسب الإحصاء الرسمي للسكان والسكنى لسنة 2004.

## روابط خارجية
- البوابة الوطنية للجماعات الترابية
- المندوبية السامية للتخطيط